# Mazda 323
Mazda 323 (Mazda Familia, Mazda Protege, Mazda Astina та інші найменування) — легковий автомобіль, протягом довгого періоду часу був головним представником концерну Mazda Motor. Також випускалася під маркою Форд, наприклад модель Laser.
Існує достатньо широкий вибір двигунів, що встановлюються на 323, починаючи від 1.3-літрових і закінчуючи 2-літровими, дизельними. Також існували модифікації з турбо двигуном, що випускаються в 1980-х роках (Mazda Familia GTX). На території України найпопулярнішими є бензинові автомобілі Mazda 323 в кузові S-Wagon і седан 1999—2003 років (тип кузова BJ).
У 2003 році автомобіль був змінений на конвеєрі моделлю Mazda3, що отримала для японського ринку (JDM) найменування Mazda Axela.

## 323 FA4 (1977—1980)

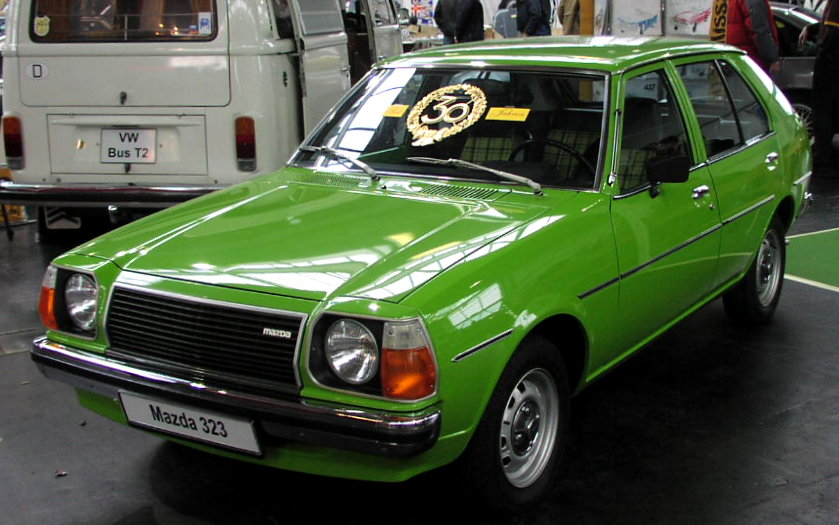
Перше покоління (1977—1979)

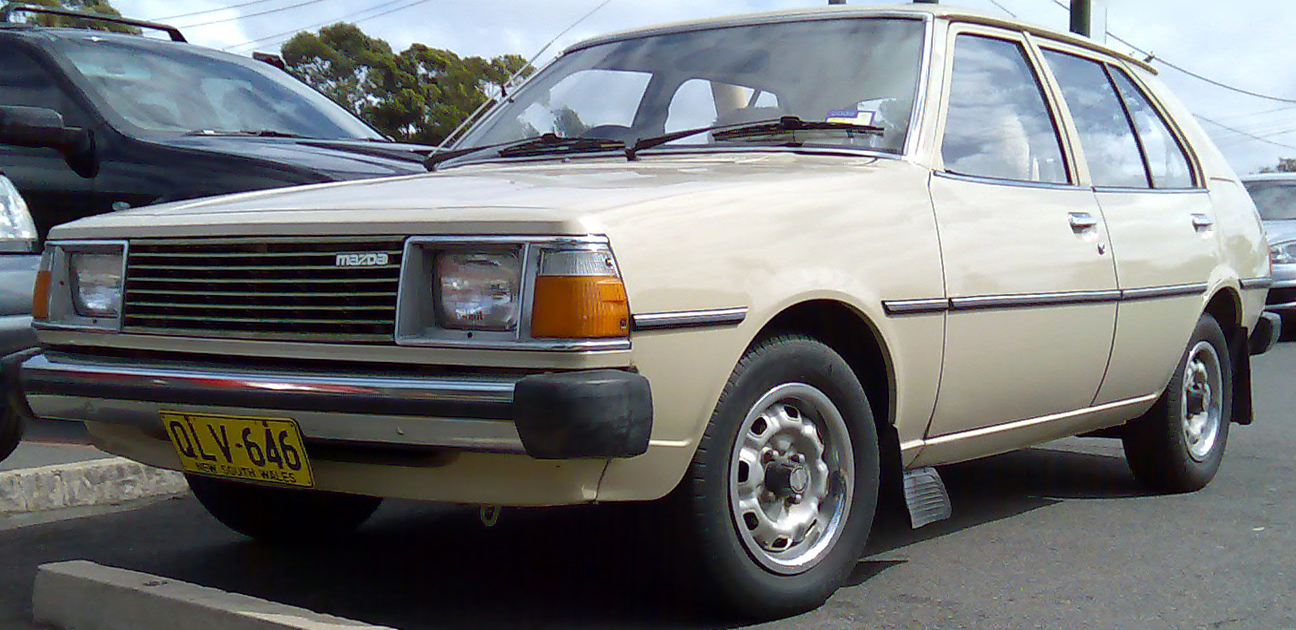
Перше покоління (1979—1980)

Перше покоління було представлено в січні 1977 року. Автомобіль подібний на ІЖ-13 (СРСР) зразка 1972 року. З цим поколінням з'явився кузов хетчбек (3 і 5 дверей). У такому-ж виконанні був універсал. У червні 1979 року 323 пройшла модернізацію. Автомобіль продавався до 1980 року, але універсал продавався до 1986 року.

### Двигуни
- 1,0 л PC, 45 к.с. (33 кВт) / 69 Нм — тільки експорт
- 1,3 л ТК (1977.01-1978), 60 к.с. (44 кВт) / 72 к.с. (53 кВт) — в Японії
- 1,4 л UC (1978.03-1980), 83 к.с. (61 кВт) — в Японії

Двигуни для універсала / фургона:
- 1,3 л ТК (1978.06-1986), 85 к.с. (63 кВт)
- 1,4 л UC (1978.06-1982.10), 85 к.с. (63 кВт)
- 1,5 л E5 (1982.10-1986), 70 к.с. (51 кВт) (DIN, тільки універсал / фургон)

## 323 BD (1980—1985)

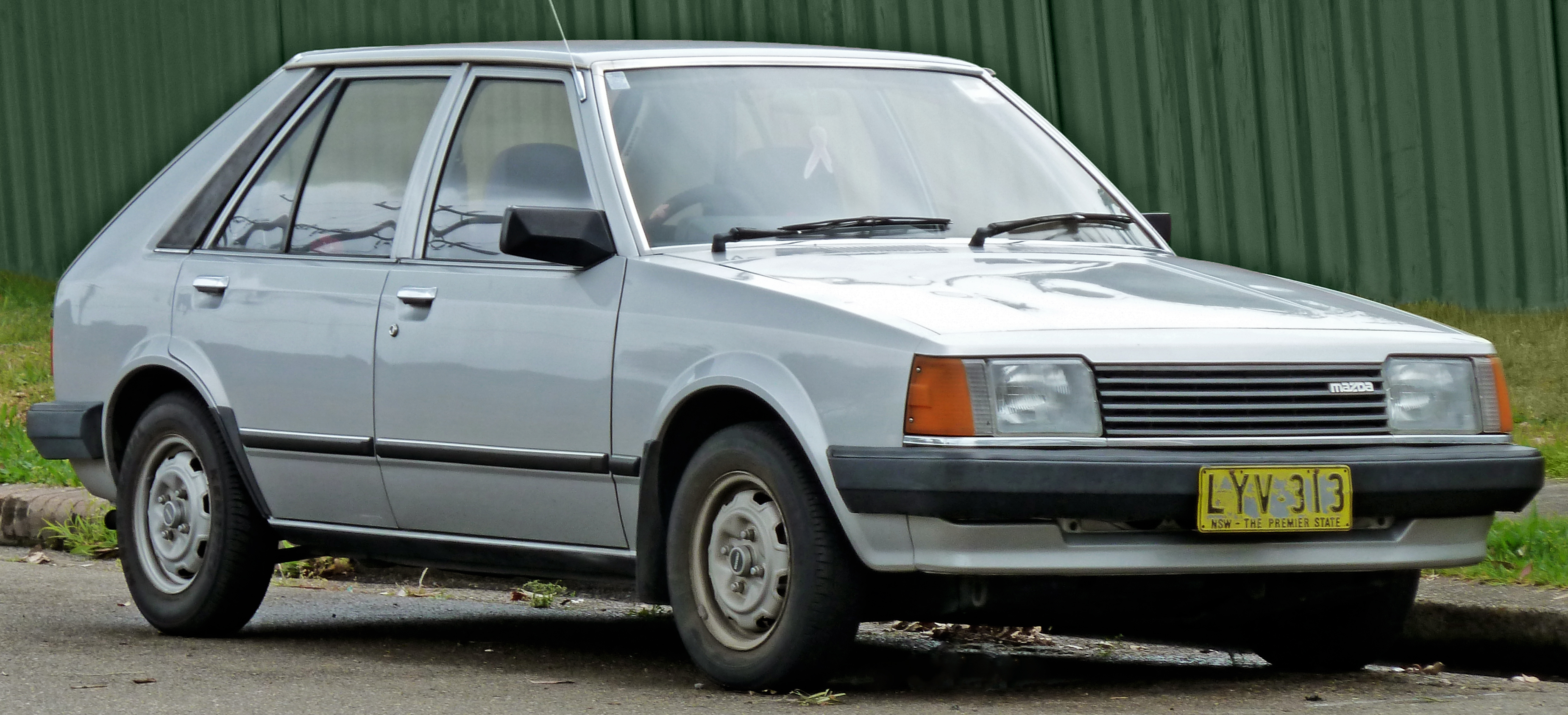
Друге покоління (1980—1985)

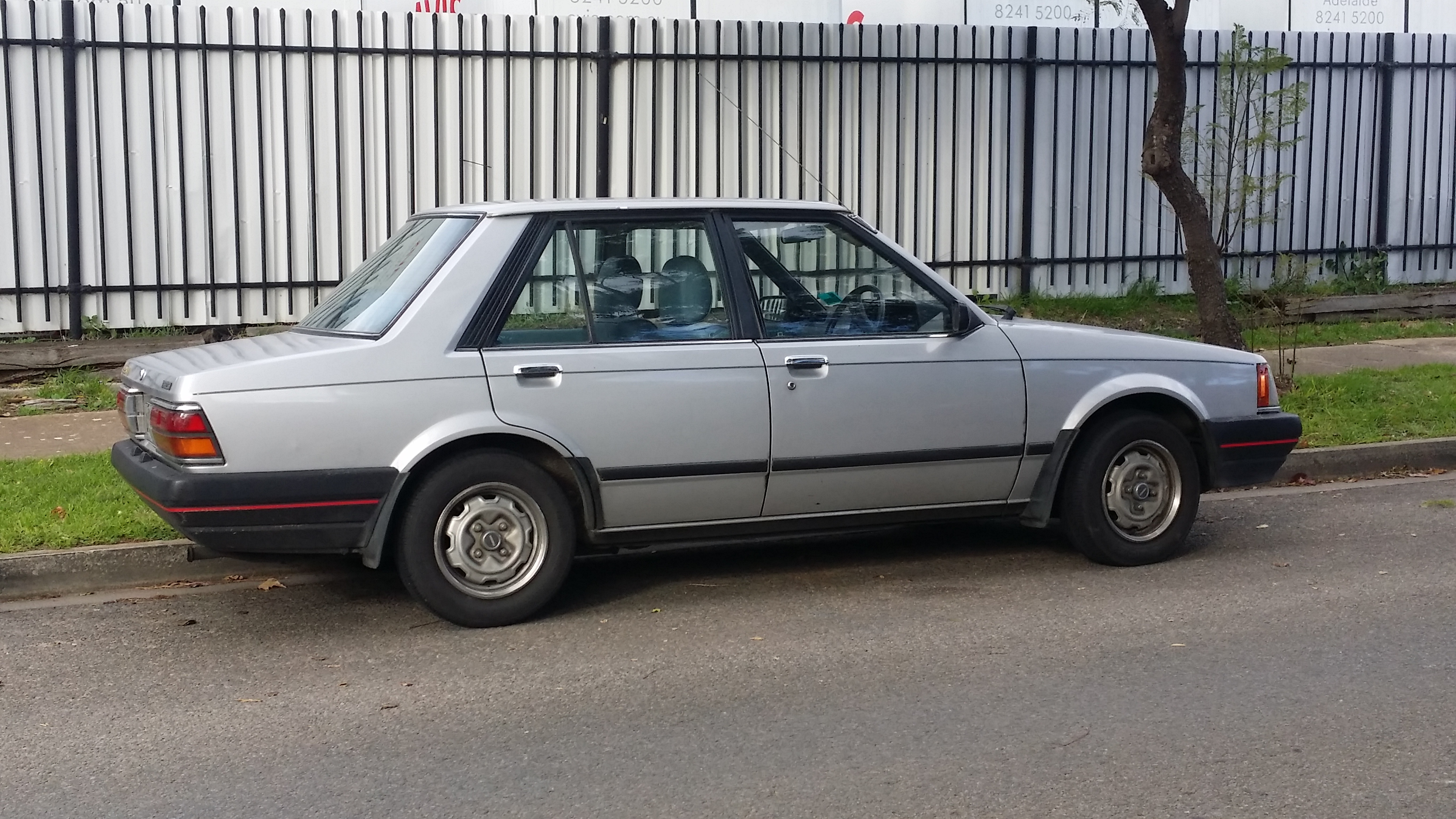
Друге покоління (1980—1985)

Mazda 323 другого покоління була показана 2 червня 1980 року. Це покоління було розроблено за участю компанії Ford Motor Company. У цього автомобіля є близнюк під ім'ям Ford Laser. Автомобіль доступний в кузовах седан і хетчбек.

### Двигуни
- 1,1 л (1071 см³) E1, 55 к.с. (40 кВт) / 79 Нм
- 1,3 л (1296 см³) E3, 68 к.с. (50 кВт) / 95 Нм
- 1,5 л (1490 см³) E5, 75 к.с. (55 кВт) / 115 Нм
- 1,5 л (1490 см³) E5S, 88 к.с. (65 кВт) / 120 Нм

## 323 BF (1985—1989)

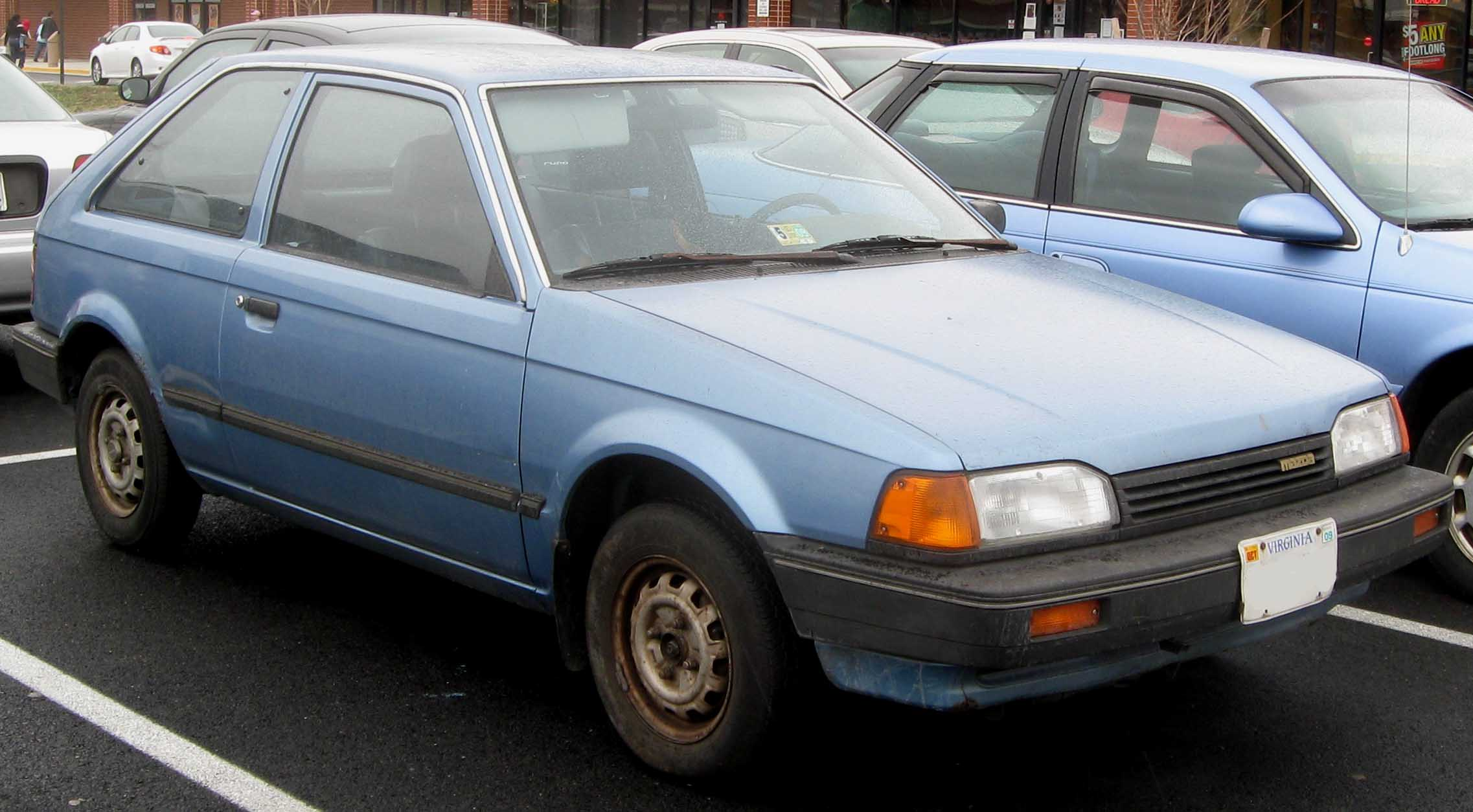
Третє покоління (1985—1989)

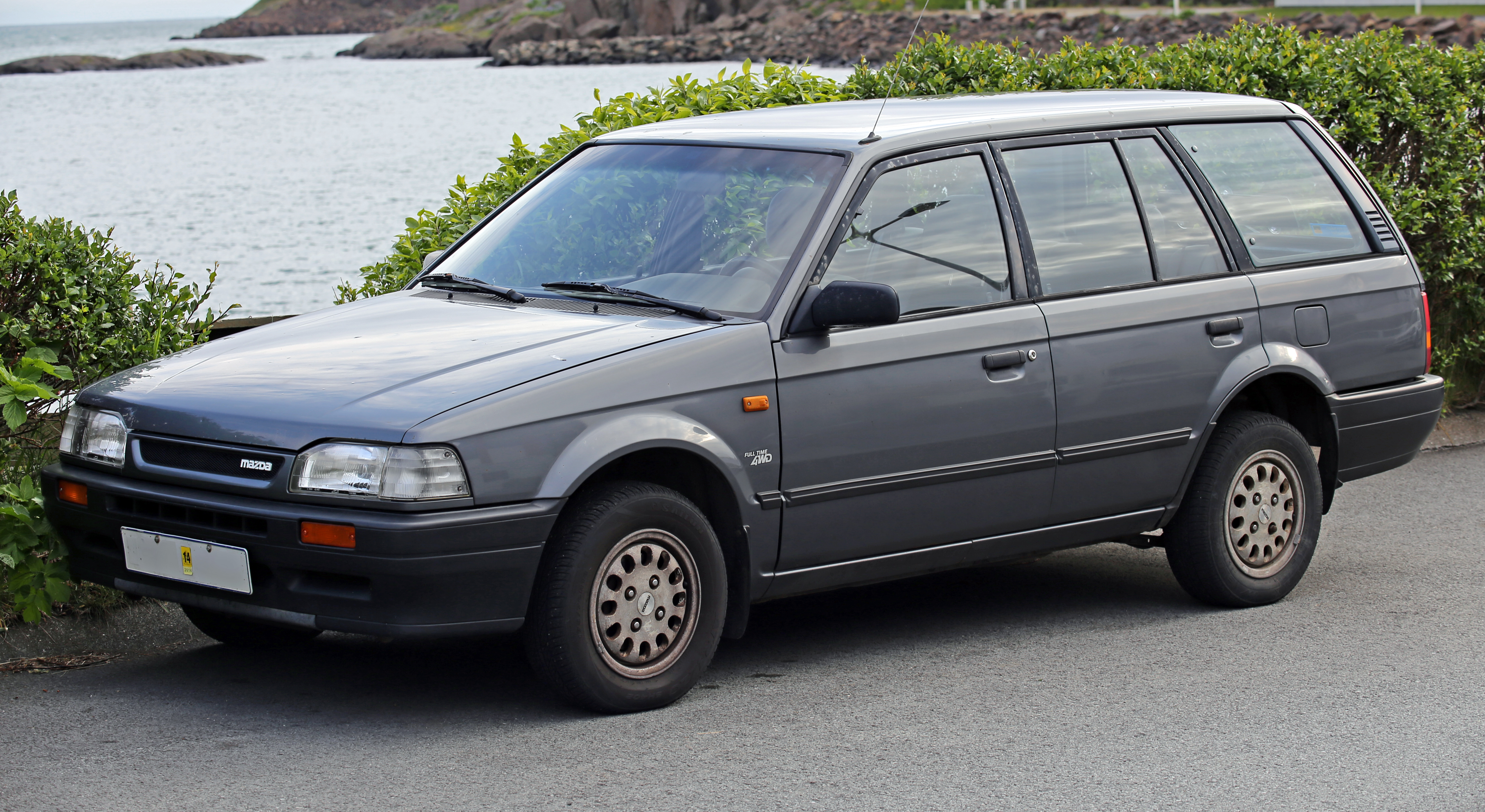
Третє покоління (1985—1989)

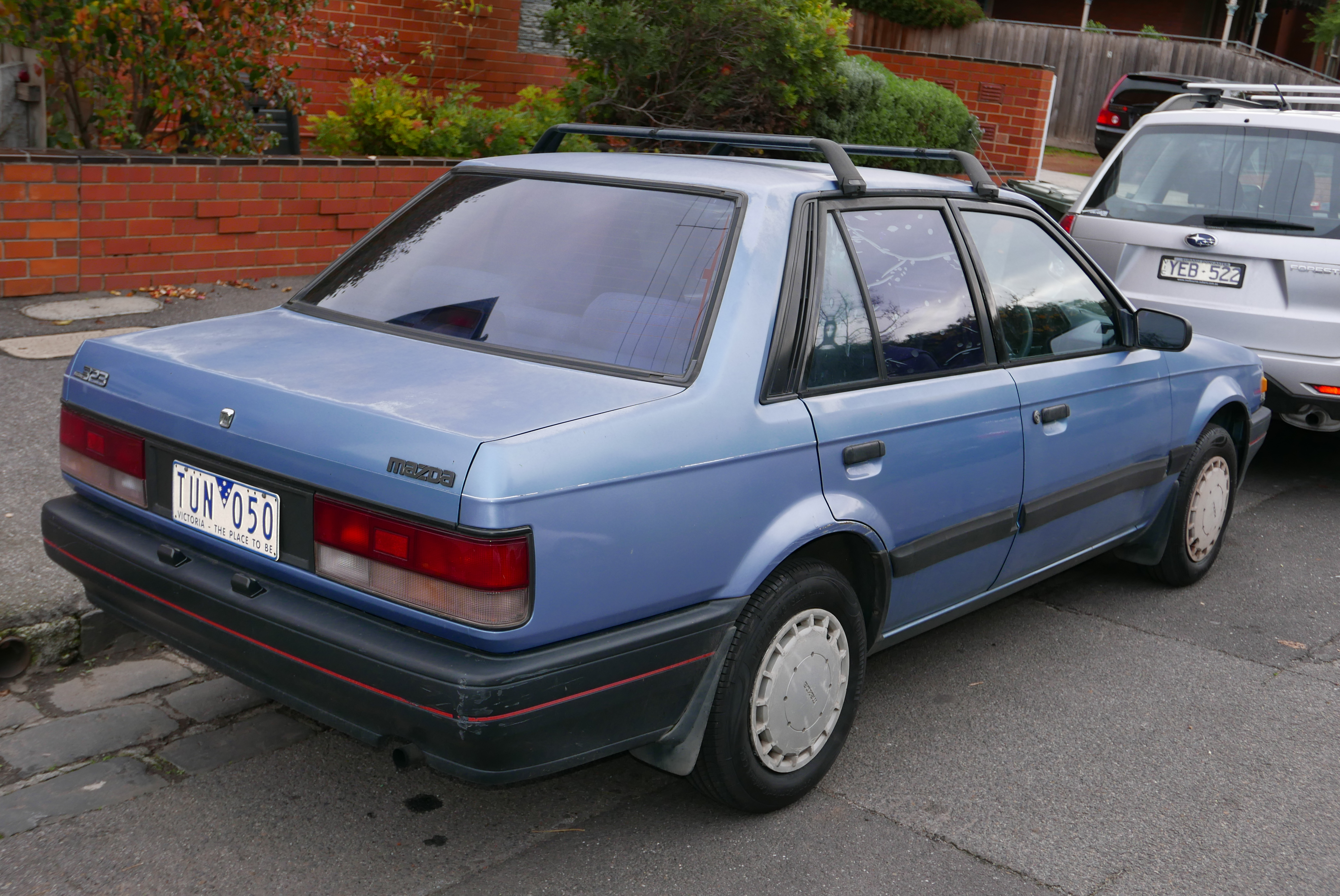
Третє покоління (1985—1989)

У липні 1985 року почалося виробництво 323 (код BF). Модель продовжувала базовий дизайн, але була менш гострою, отримала більш гладку лінію і вужчі фари. Також ця модель була доступна з трьома, чотирма та п'ятьма дверима.

### Двигуни
- 1985—1987 — 1,1 л (1100 см³) Е1, 8-клапанний, 55 к.с. (41 кВт) / 80 Нм
- 1985—1987 — 1,3 л (1296 см³) E3, 8-клапанний, 68 к.с. (51 кВт) / 96 Нм
- 1987—1989 — 1,3 л (1300 см³) B3, 8-клапанний, 66 к.с. (49 кВт) / 100 Нм
- 1985—1987 — 1,5 л (1490 см³) E5, 8-клапанний, 85 к.с. (63 кВт) / 121 Нм (для Японського ринку)
- 1985—1987 — 1,5 л (1490 см³) E5T, турбо EGi, 8-клапанний, 115 к.с. (85 кВт) / 162 Нм (для Японського ринку)
- 1987—1989 — 1,5 л (1500 см³) B5, 12-клапанний, 73 к.с. (54 кВт) / 110 Нм
- 1985—1989 — 1,6 л (1600 см³) В6, 8-клапанний, 103 к.с. (77 кВт) / 133 Нм
- 1985—1989 — 1,6 л (1600 см³) B6T, турбо, 16-клапанний, 143 к.с. (107 кВт) / 187 Нм
- 1985—1989 — 1,7 л (1700 см³) PN, дизель, 8-клапанний, 57 к.с. (43 кВт) / 145 Нм
- 1988—1991 — 2,0 л (2000 см³) FE-SOHC, EFI, 8-клапанний, 118 к.с. (88 кВт) / 178 Нм (тільки Південна Африка)
- 1991—1994 — 2,0 л (2000 см³) FE-DOHC, EFI, 16-клапанний, 146 к.с. (109 кВт) / 184 Нм (тільки Південна Африка)

## 323 BG (1989—1994)

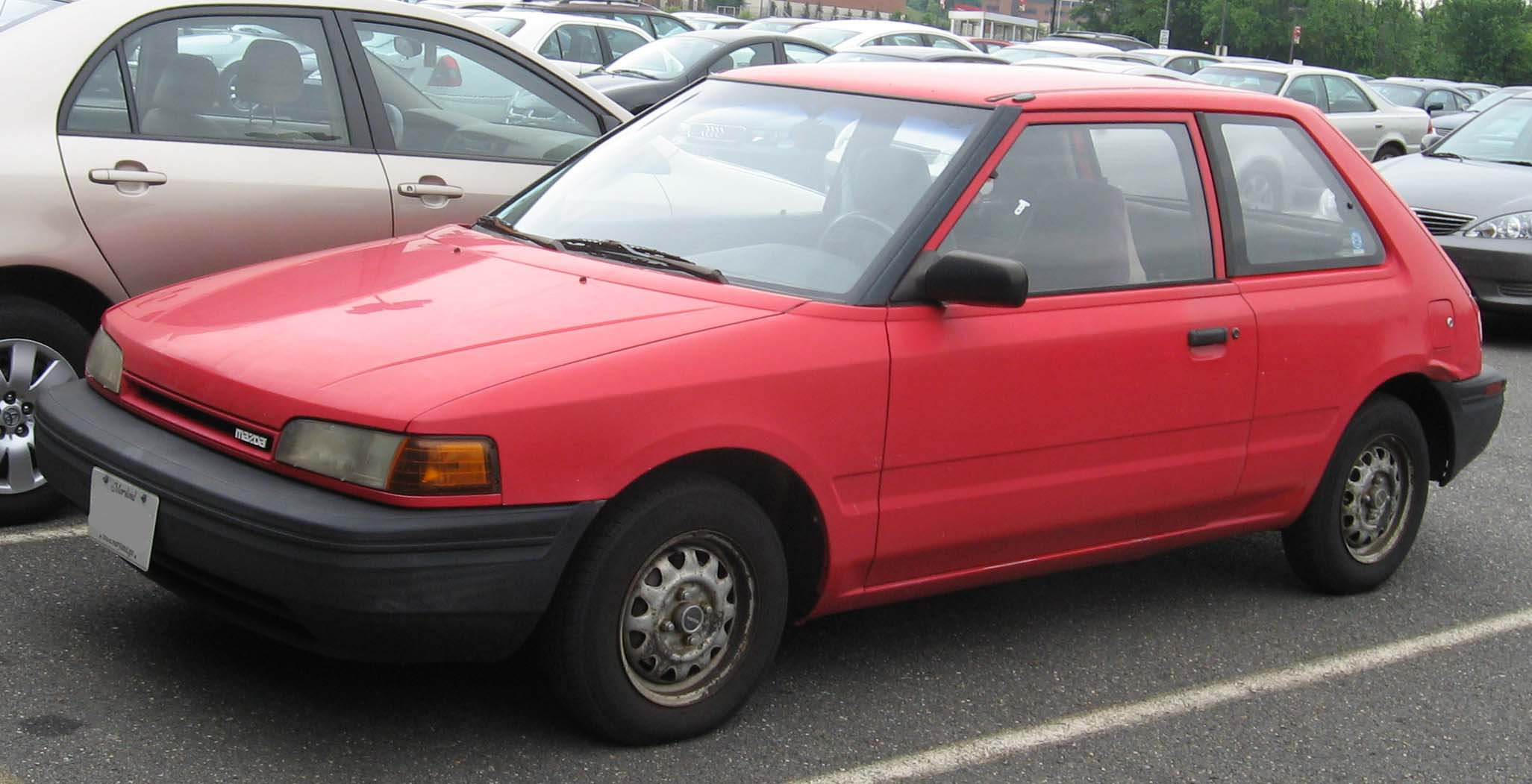
Mazda 323 четвертого покоління (1989—1994)

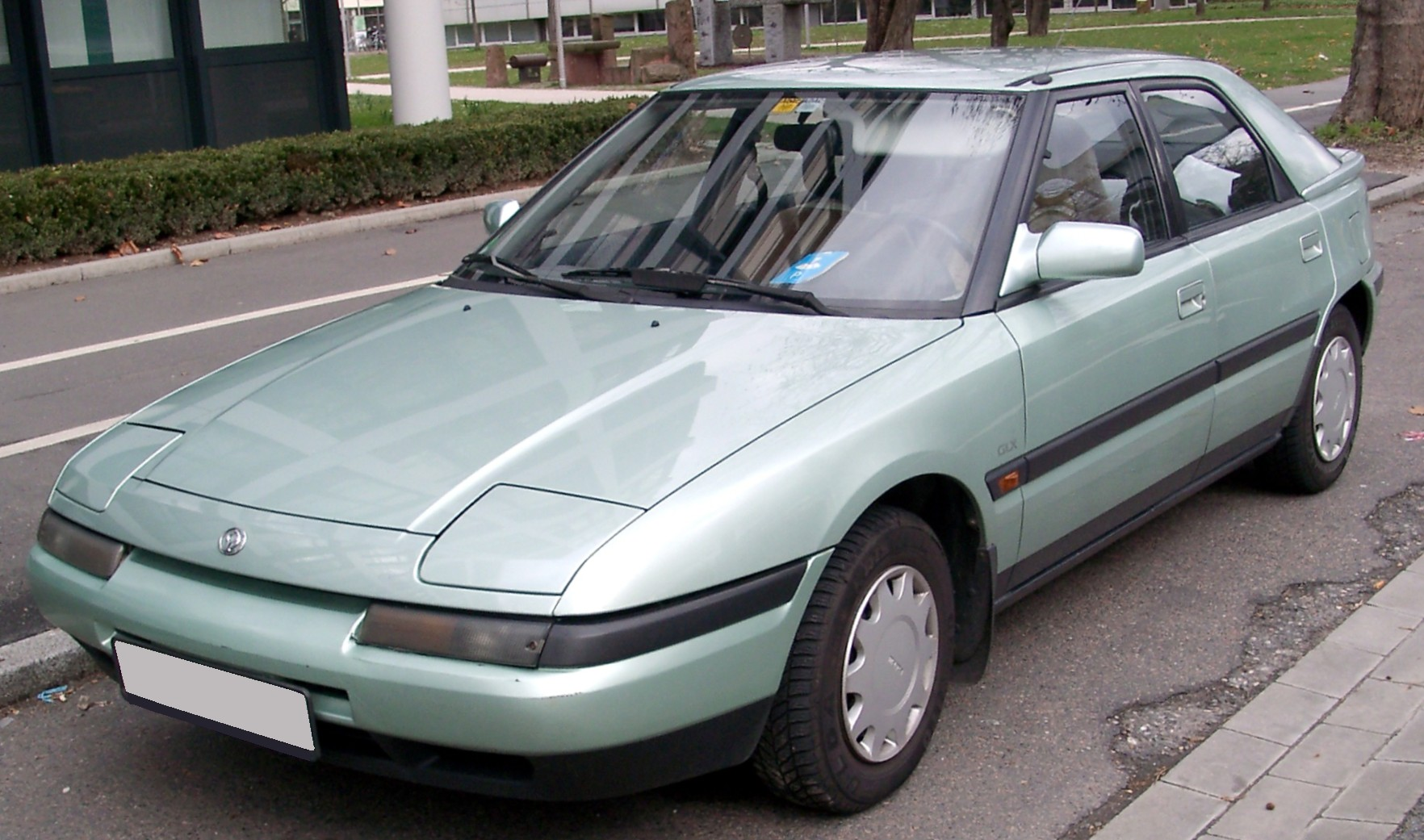
Mazda 323F (1989—1994)

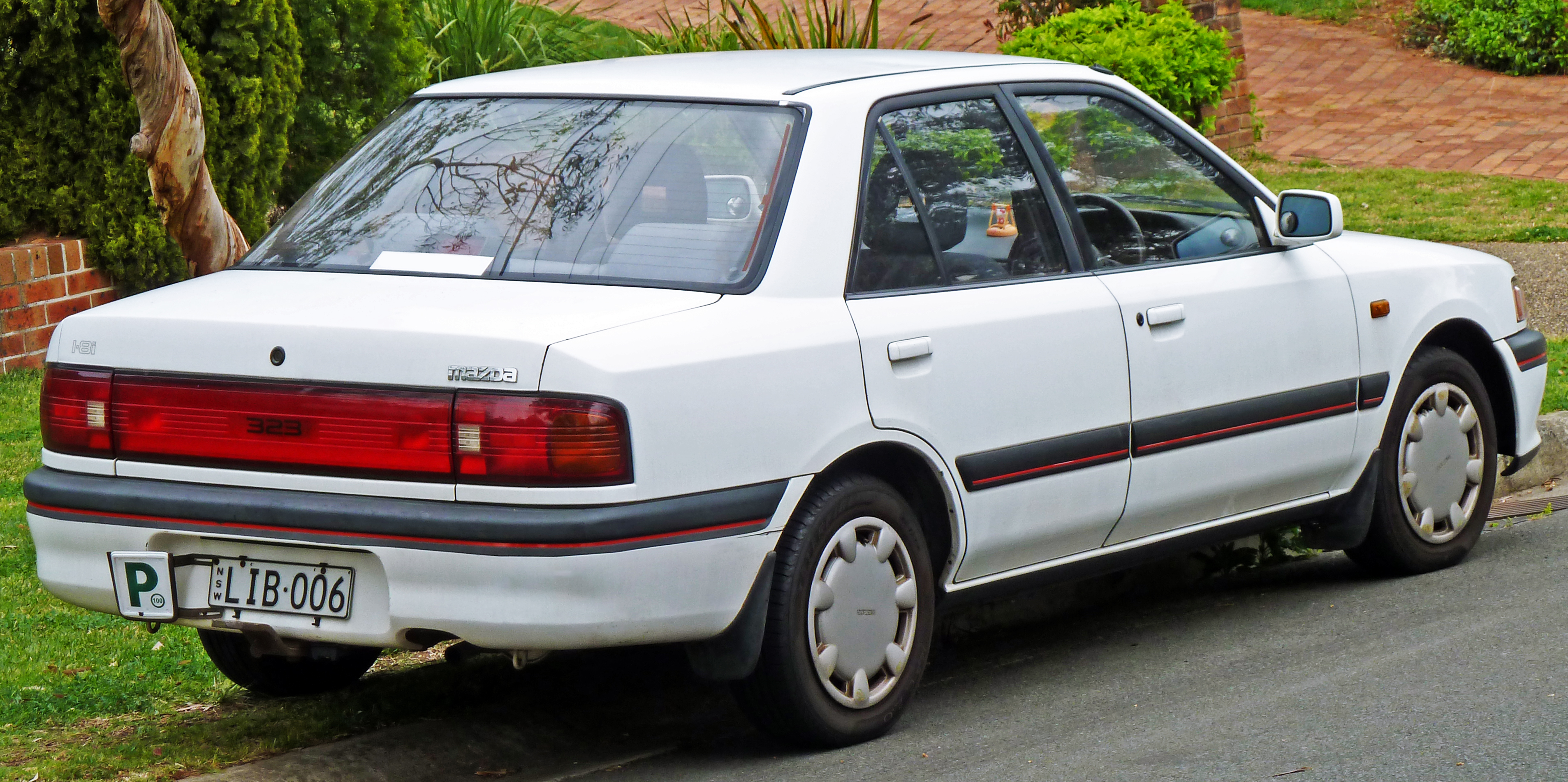
Mazda 323 четвертого покоління (1989—1994)

У вересні 1989 року з'явилося четверте покоління 323 (заводське позначення: BG). Дизайн розроблений послідовно, не втрачаючи схожості зі своїм попередником. Інновація була забезпечена модифікації з абревіатурою «F» — п'ятидверним варіантом з кузовом типу купе 323F. Mazda 323F отримала плоский капот зі складаними фарами, що придавало моделі особливо спортивний вигляд.
Були доступні і повноприводні модифікації.

### Двигуни
- 1989—1991 — 1,3 л (1323 см³) B3, 8-клапанний, 76 к.с. (56 кВт) / 101 Нм
- 1991—1994 — 1,3 л (1323 см³) B3, EGI-S, 16-клапанний, 79 к.с. (58 кВт) / 103 Нм
- 1989—1991 — 1,5 л (1498 см³) B5-М, карбюратор, 16-клапанний, 91 к.с. (67 кВт) / 122 Н м
- 1990—1994 — 1,5 л (1498 см³) B5-MI, EGI-S, 16-клапанний 94 к.с. (69 кВт) / 123 Н м
- 1989—1991 — 1,5 л (1498 см³) B5-DE, EFI, 16-клапанний DOHC, 110 к.с. (81 кВт) / 127 Нм
- 1991—1994 — 1,5 л (1498 см³) B5-DE, EFI, 16-клапанний DOHC, 115—120 к.с. (85-88 кВт) / 132 Нм (меншої потужності для автомобілів AT)
- 1989—1991 — 1,6 л (1597 см³) В6, 8-клапанний, 85 к.с. (63 кВт) / 125 Нм
- 1989—1994 — 1,6 л (1597 см³) В6, FI, 16-клапанний SOHC, 103 к.с. (77 кВт) / 146 Нм
- 1989—1994 — 1,8 л (1839 см³) ВР, FI, 16-клапанний DOHC, 125 к.с. (93 кВт) / 160 Нм
- 1989—1994 — 1,8 л (1839 см³) BPT, FI, 16-клапанний DOHC, турбо, 180 к.с. (132 кВт) / 237 Нм (Familia GT-X)
- 1991—1994 — 1,8 л (1839 см³) B8, FI, 16-клапанний SOHC, 103 к.с. (77 кВт)
- 1992—1993 — 1,8 л (1839 см³) BPD, FI, 16-клапанний DOHC, турбо, 210 к.с. (154 кВт) / 255 Нм (Familia GT-R і GT-Ae)
- 1989—1994 — 1,7 л (1720 см³) PN, дизель, 8-клапанний, 57 к.с. (42 кВт) / 112 Нм (європейська специфікація)

### GT-X, GT-R і GT-Ae

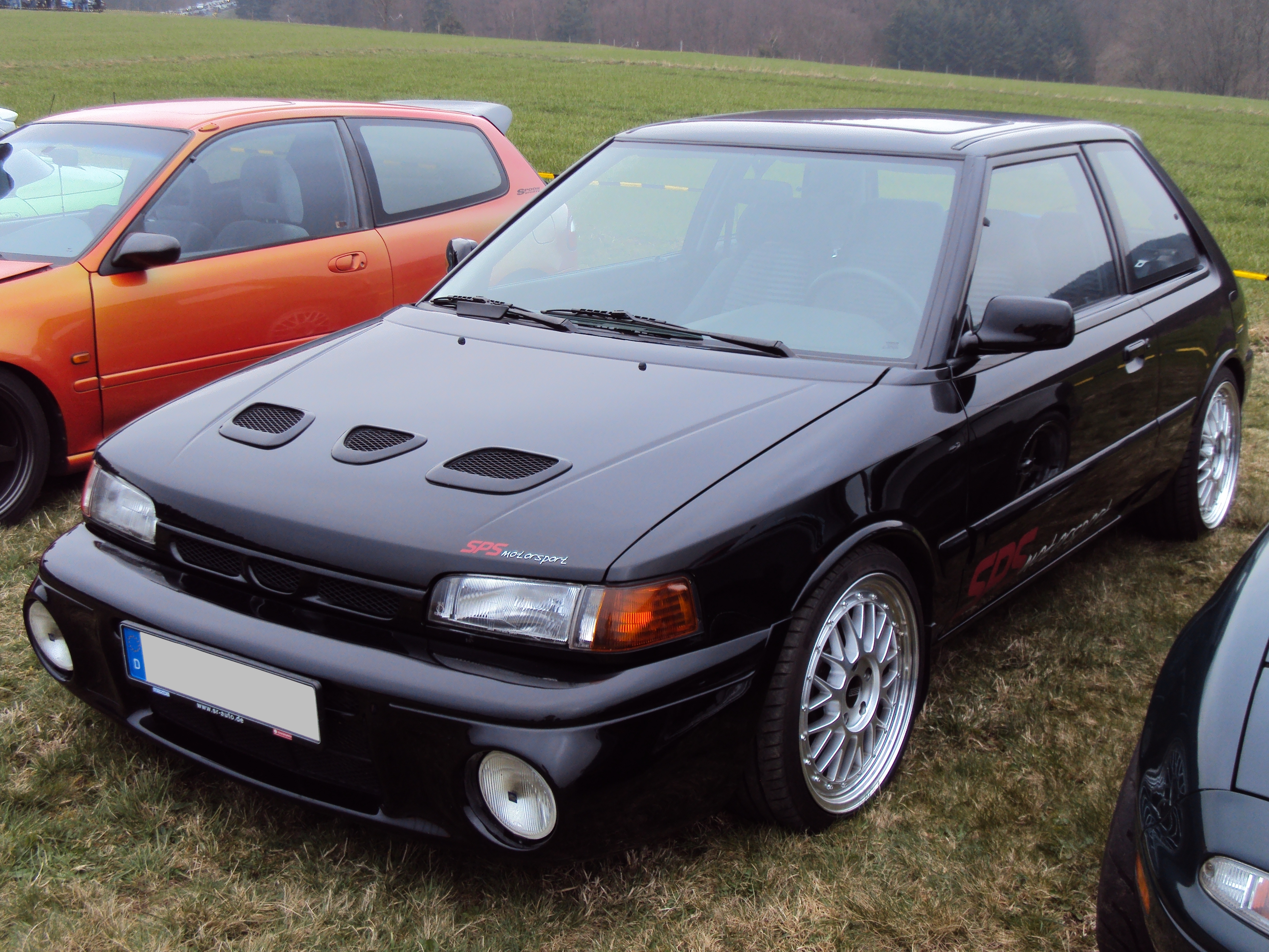
Mazda 323 GT-R

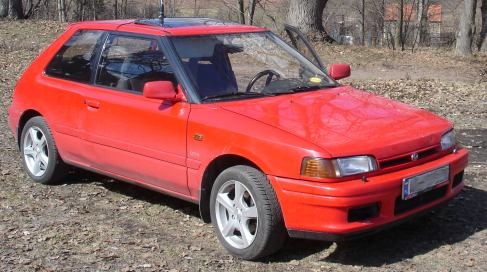
Mazda 323 GT-X

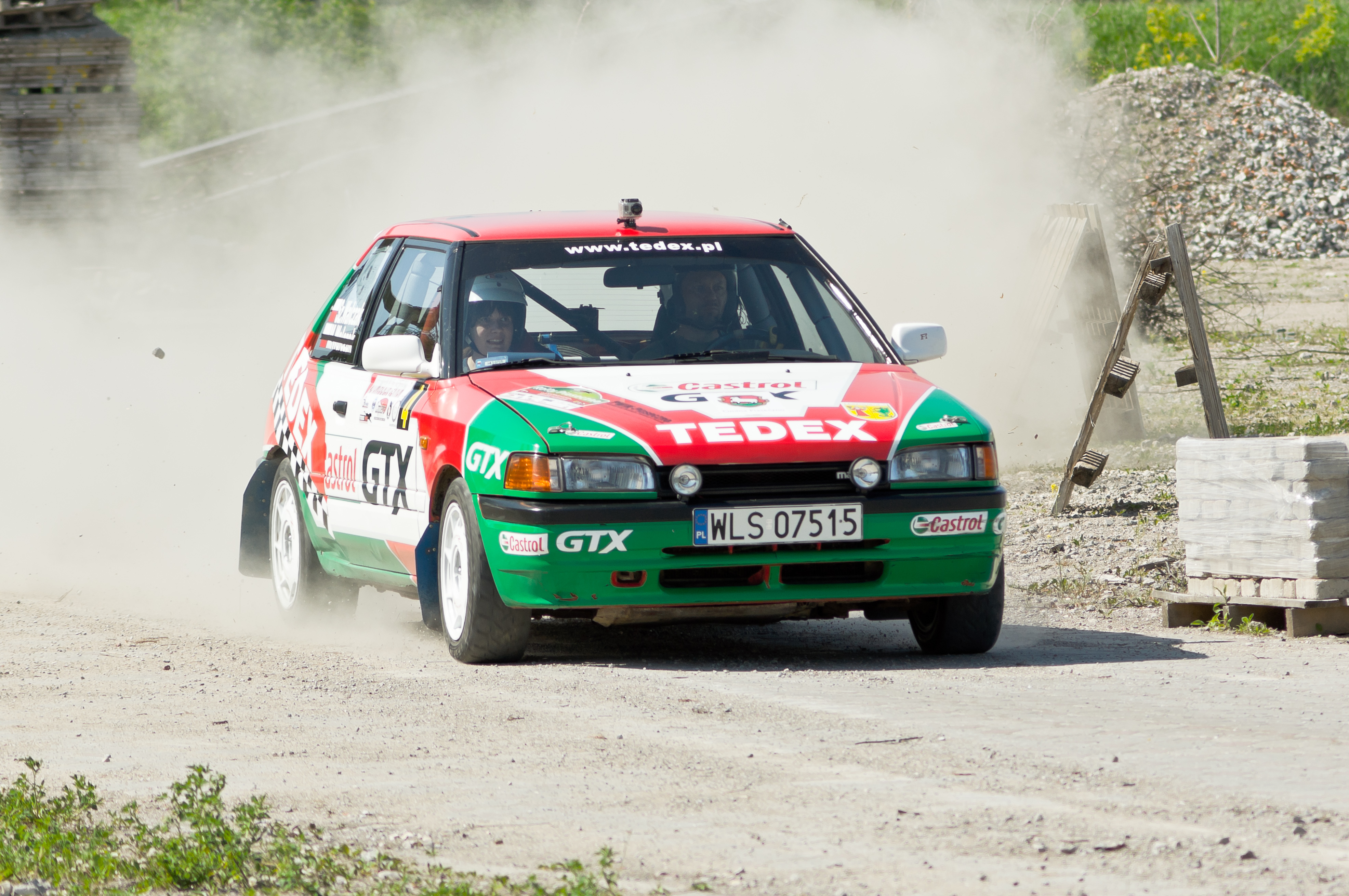
Mazda 323 GT-X в ралі

З 1989 року виготовляється спортивна повноприводна модифікація GT-X з бензиновим турбо-двигуном BPT 1,8 л потужністю 180 к.с., для європейського ринку потужність автомобіля становила 163 к.с.
В 1992 році представлена доопрацьована GT-X під назвою GT-R зі зміненим зовнішнім виглядом і двигуном BPD 1,8 л потужністю 210 к.с., для європейського ринку потужність автомобіля становила 185 к.с.
Виготовлялась також обмежена версія моделі GT-R під назвою GT-Ae, всього було виготовлено 200 цих автомобілів.
Спеціально підготовлені моделі брали участь в Чемпіонаті світу з ралі (WRC) в групі А.

## 323 BH, BA (1994—2000)

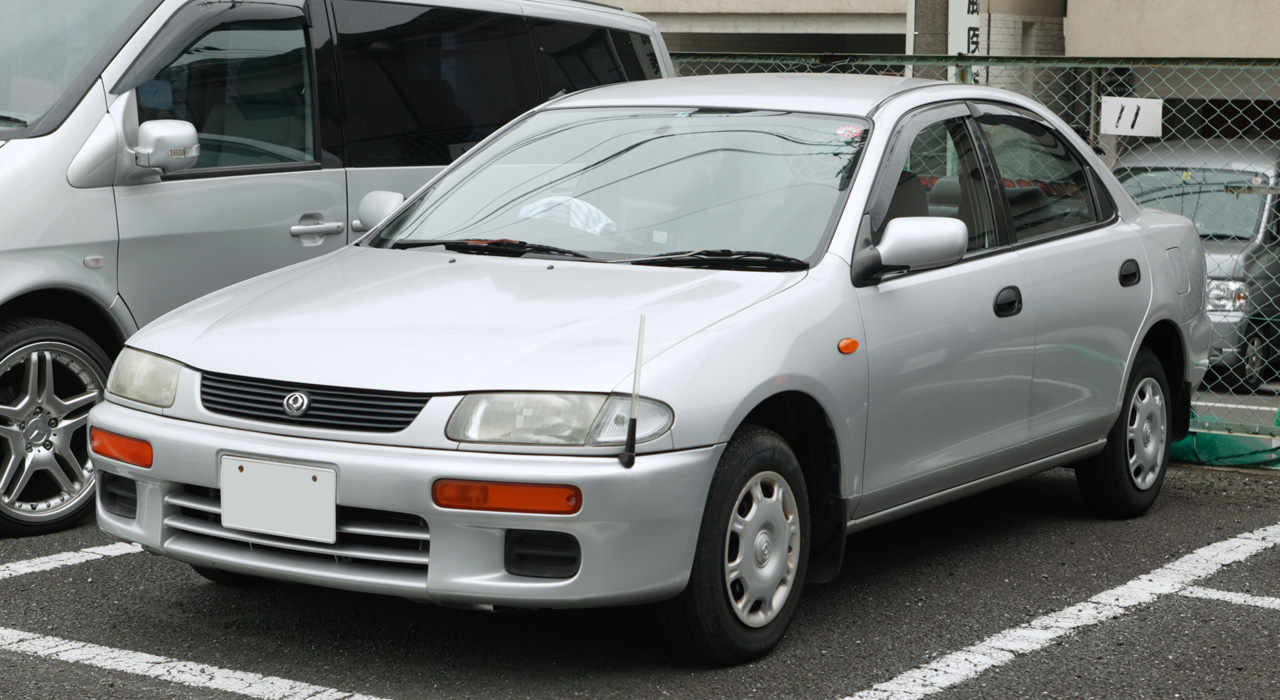
Mazda 323 п'ятого покоління (1994—1997)

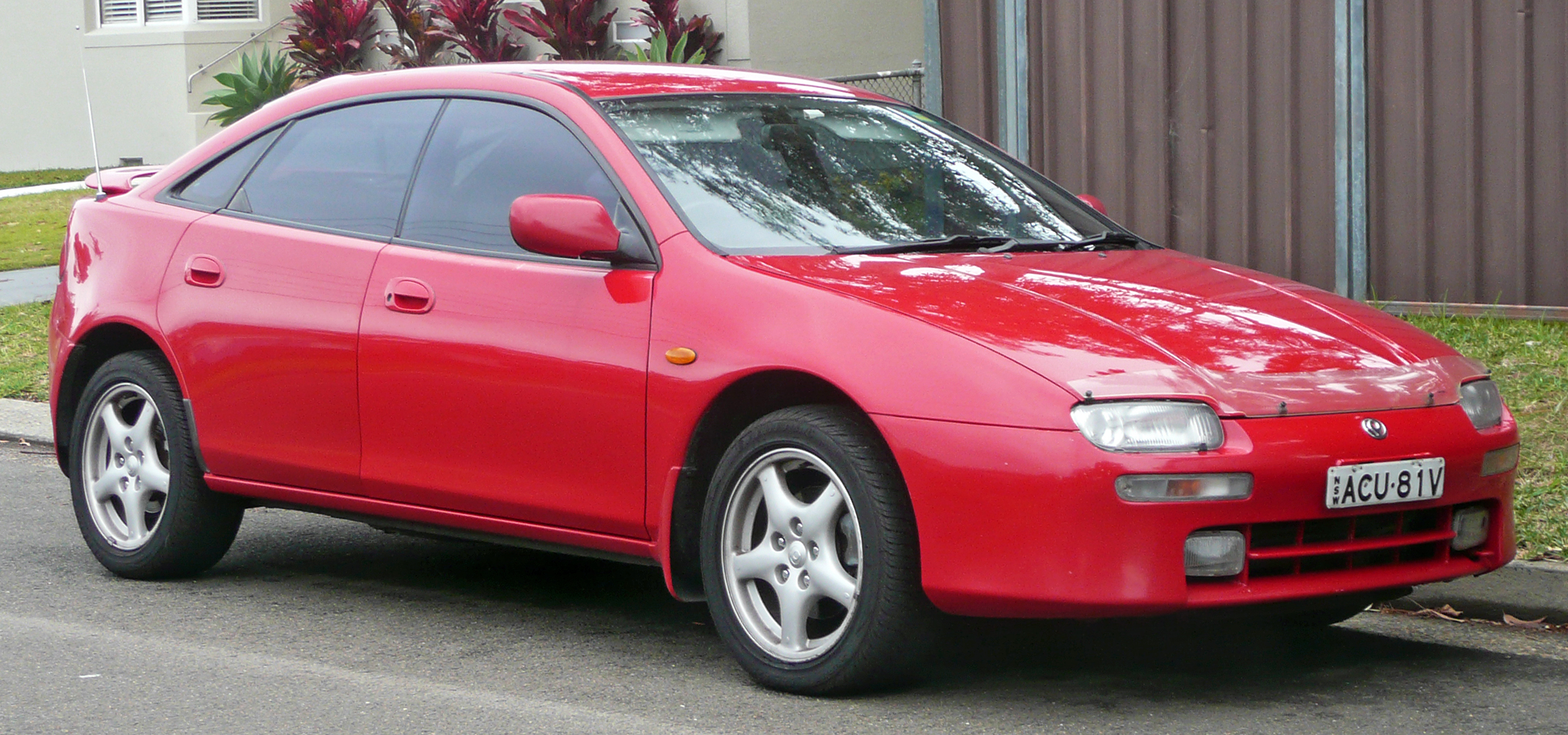
Mazda 323F (1994—1998)

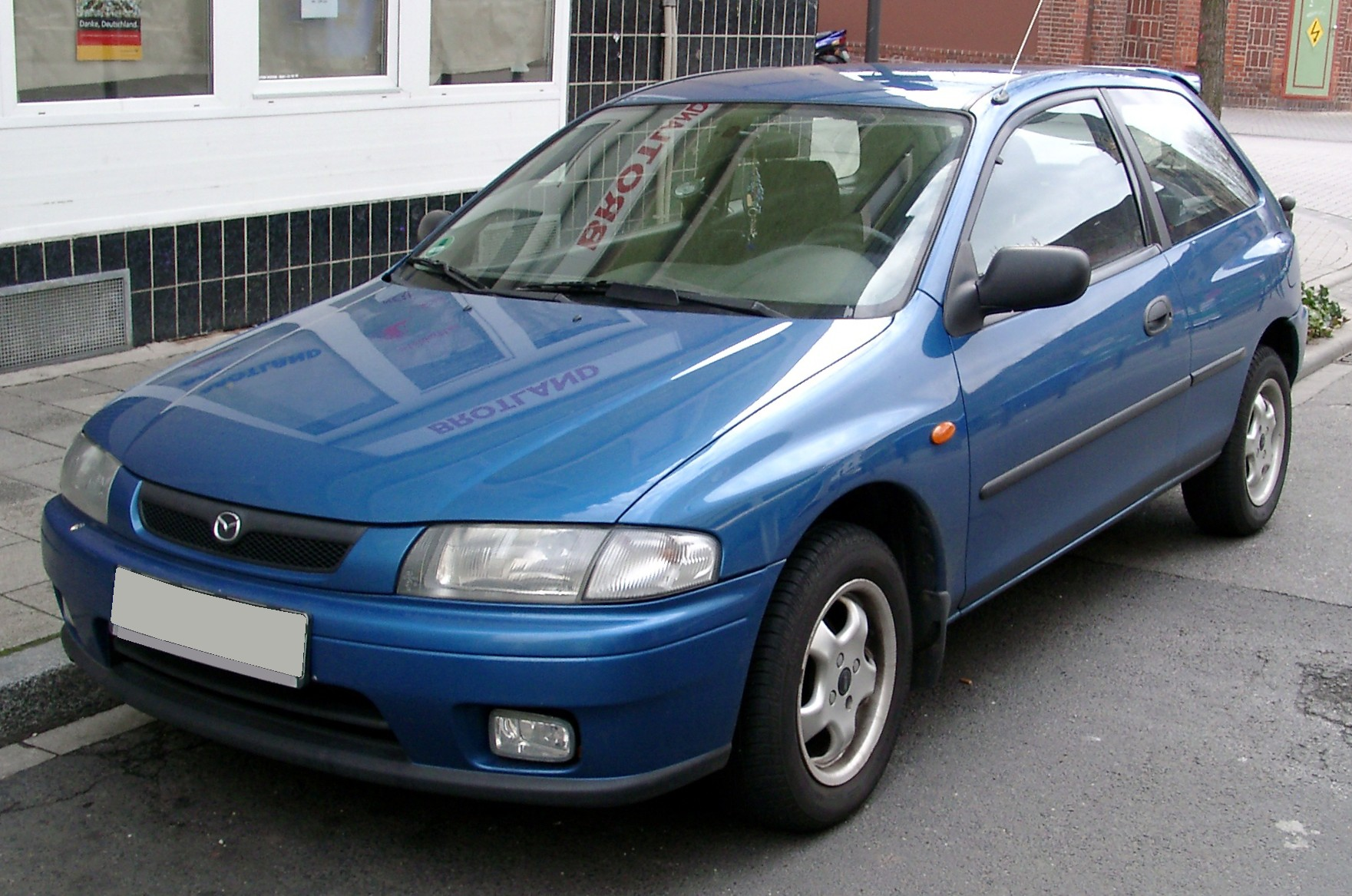
Mazda 323P (1997—2000)

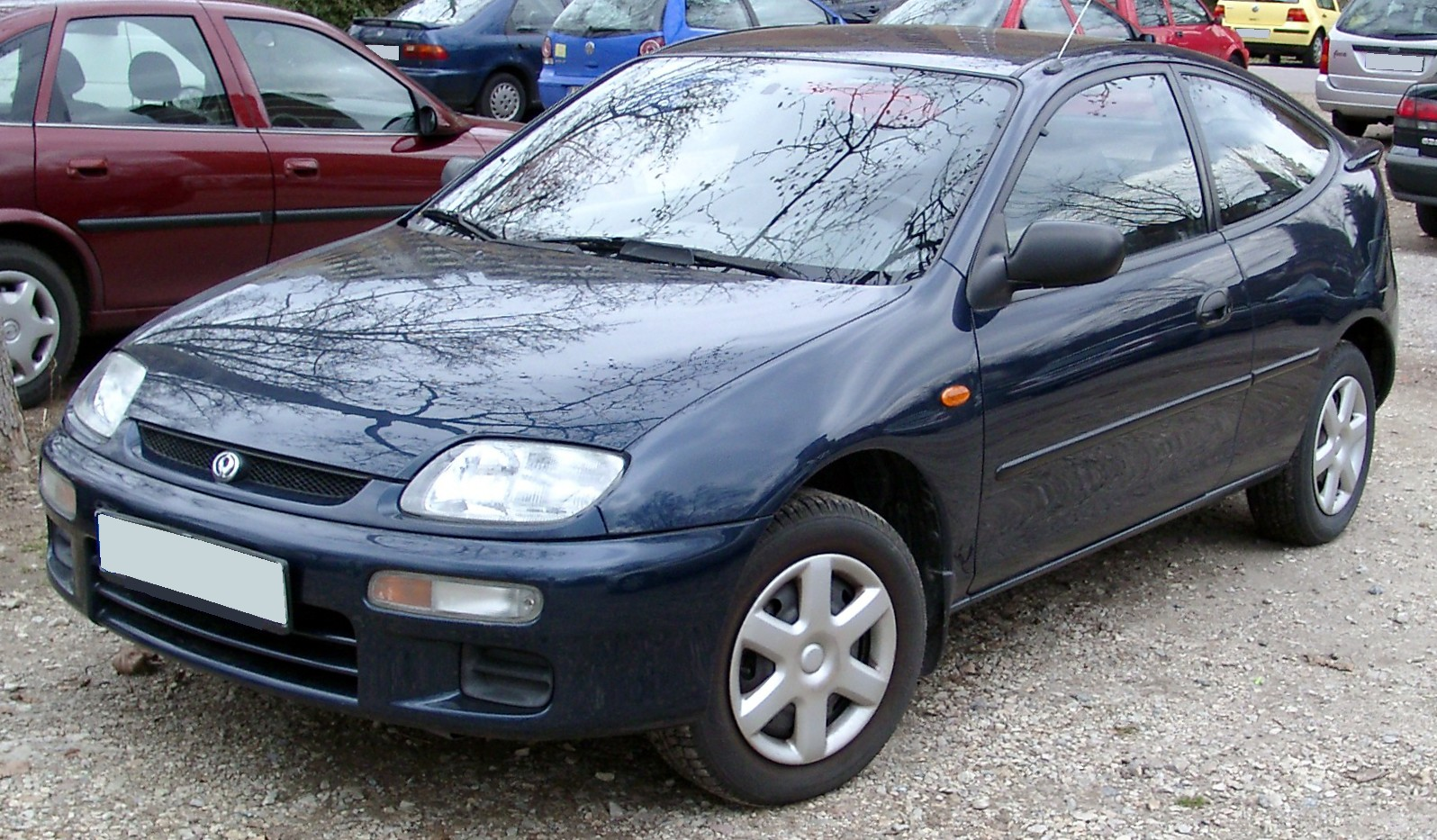
Mazda 323C (1994—1998)

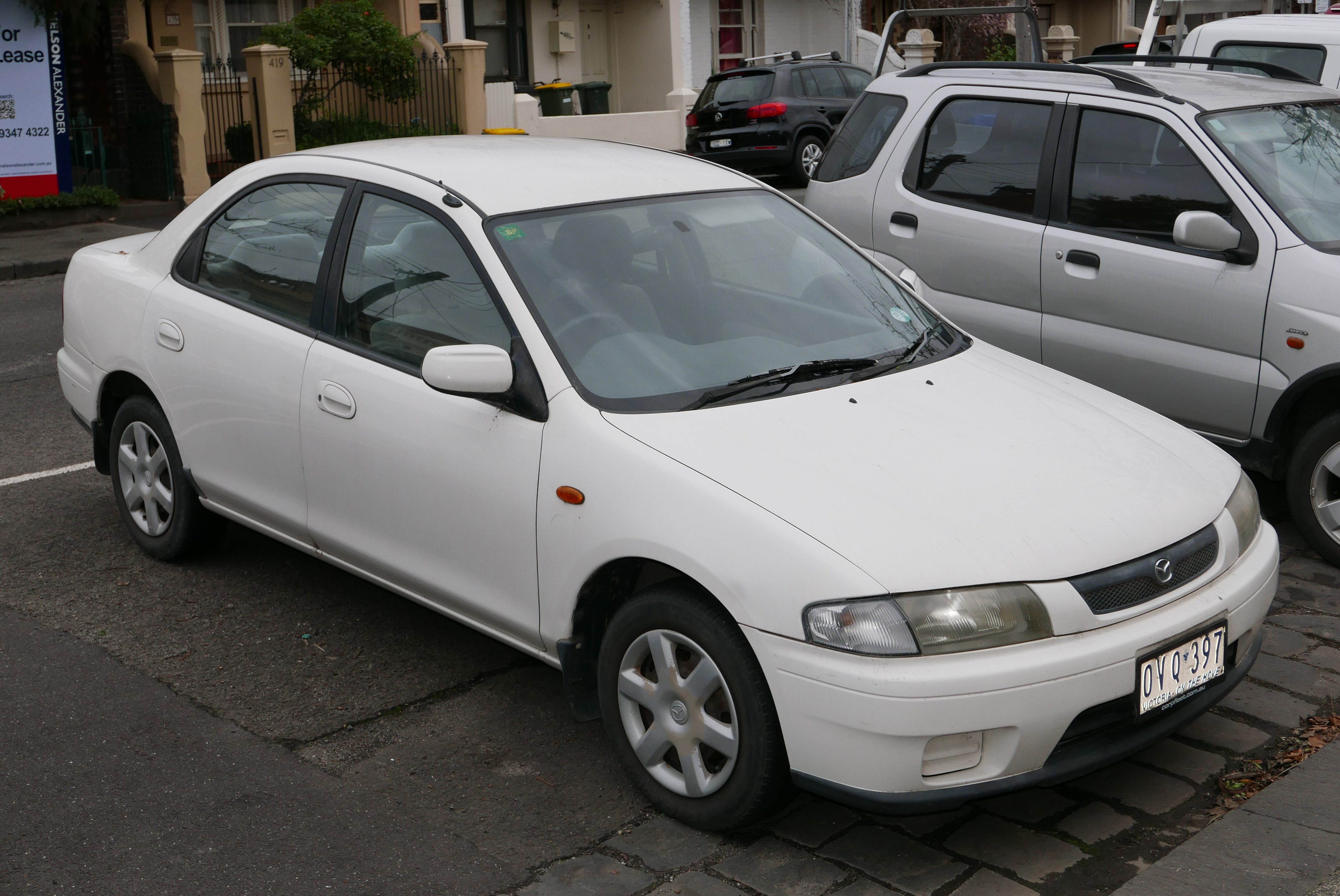
Mazda 323 п'ятого покоління (1997—1998)

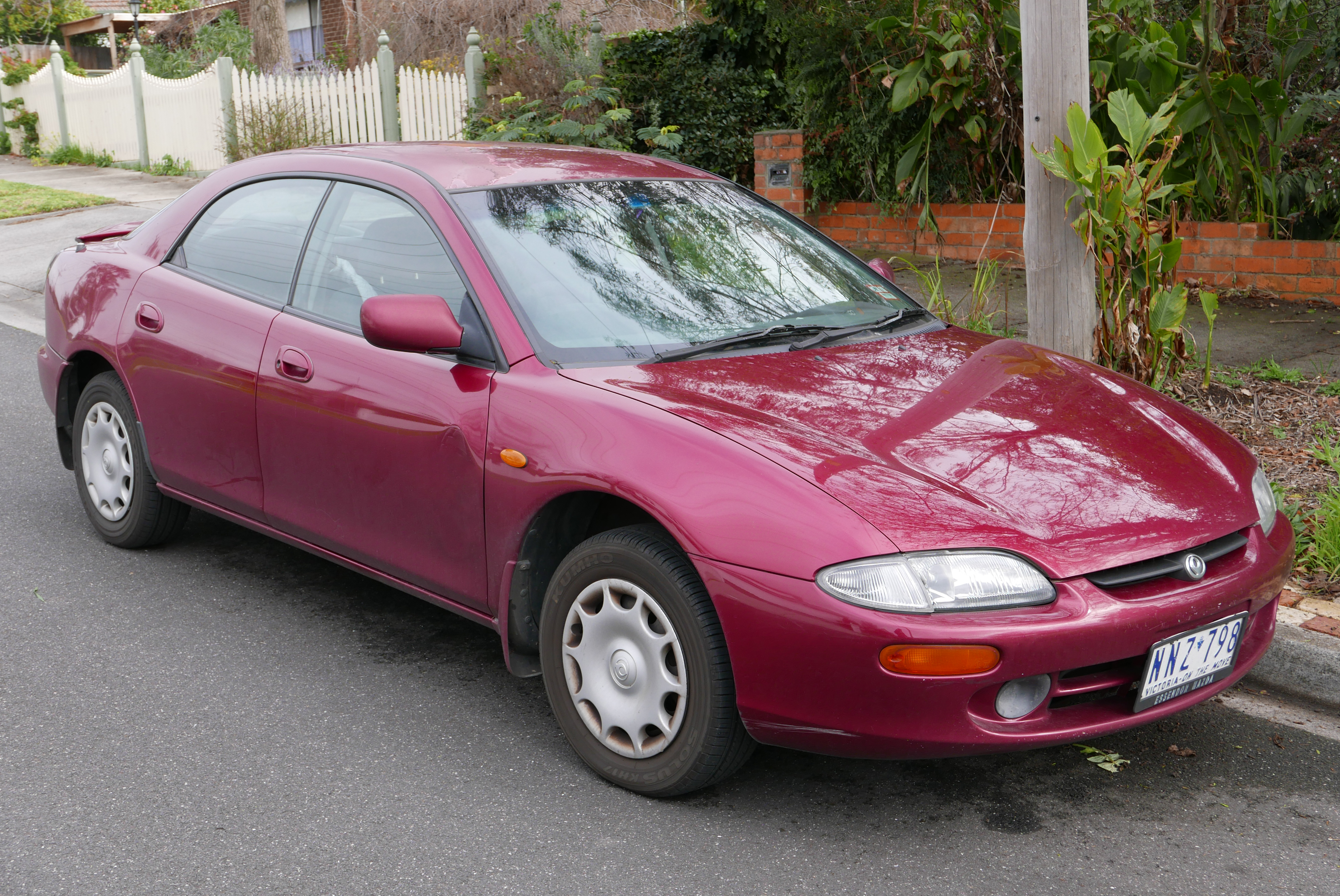
Mazda 323

П'яте покоління моделі вийшло у вересні 1994 року, серія отримала внутрішнє позначення BA. Всі типи кузова отримали абревіатуру з номером (323C: Coupé, 323S: седан, 323F: 5-ти хетчбек).
Спортивний дизайн зберігався для 323F і 323C, але, на відміну від попередників, він був дуже круглий. Вперше для 323 встановили водійську та пасажирську подушки безпеки.
Mazda 323 мала відмінну корозійну стійкість. Інтер'єр салону був виконаний якісно і добротно. Обсяг багажника невеликий, але завдяки відкидається спинці заднього крісла можна перевозити довгі предмети.
У січні 1997 року серія була модернізована. Внаслідок поганих продажів 323C Mazda представила нову трьохдверну модель під назвою 323P. Зміни також стосувалися всього інтер'єру та частково технології всіх модифікацій. Зовні змінено тільки 323S, тепер він був подібний на Toyota And Nissan 323P.

### Двигуни
- 1994—1998 — 1,5 л (1500 см³) Z5, FI, 16-клапанний DOHC, 88 к.с. (66 кВт) / 132 Нм
- 1994—1998 — 1.6 л B6D
- 1994—1996 — 1.8 л (1800 см³) B8, 116 к.с. (85 кВт) / 156 Нм
- 1994—1996 — 2.0 л (2000 см³) KF V6, FI, 24-клапанний DOHC, 146 к.с. (107 кВт) / 179 Нм
- 1993—1996 — 2.0 л (2000 см³) KF-ZE V6, 24-клаппанний DOHC 172 к.с. (126 кВт) / 190 Нм (Mazda 323F/Lantis Type R JDM)
- 1995—1999 — 1,3 л (1300 см³) B3, 16-клапанний SOHC, 75 к.с. (55 кВт) / 104 Нм
- 1995—1999 — 1.8 л (1800 см³) BP, FI, 16-клапанний DOHC, 133 к.с. (98 кВт) / 160 Нм
- 1995—1999 — 2.0 л (2000 см³) RF, Дизель, 8-клапанний, 72 к.с. (53 кВт) / 127 Нм
- 1995—1998 — 1.7 л.(1686 см³) 4EE1-T, Дизель, 8-клапанний SOHC, 82 к.с.(65 кВт) / 168 Нм

## 323 BJ (1998—2003)

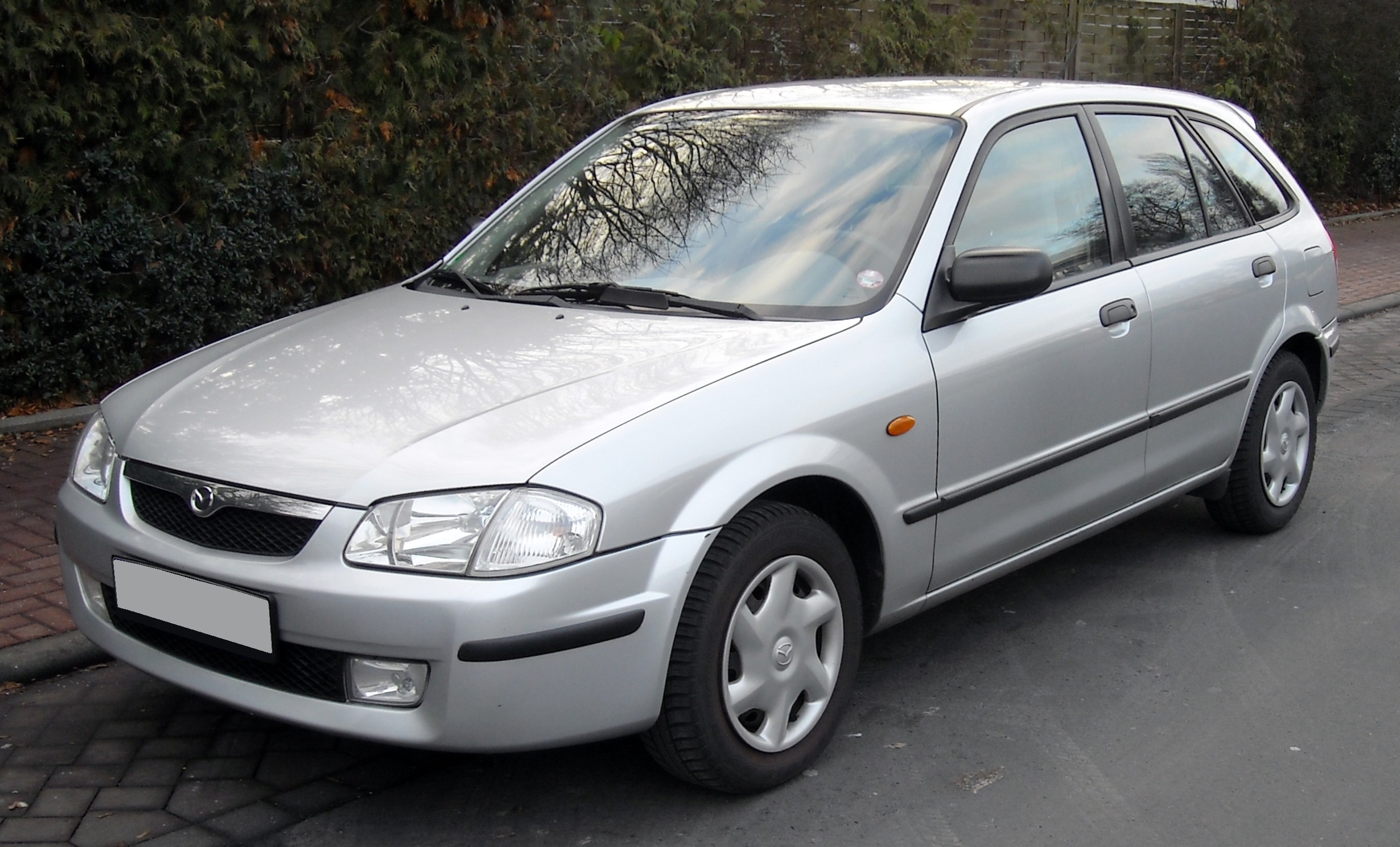
Mazda 323F (1998—2000)

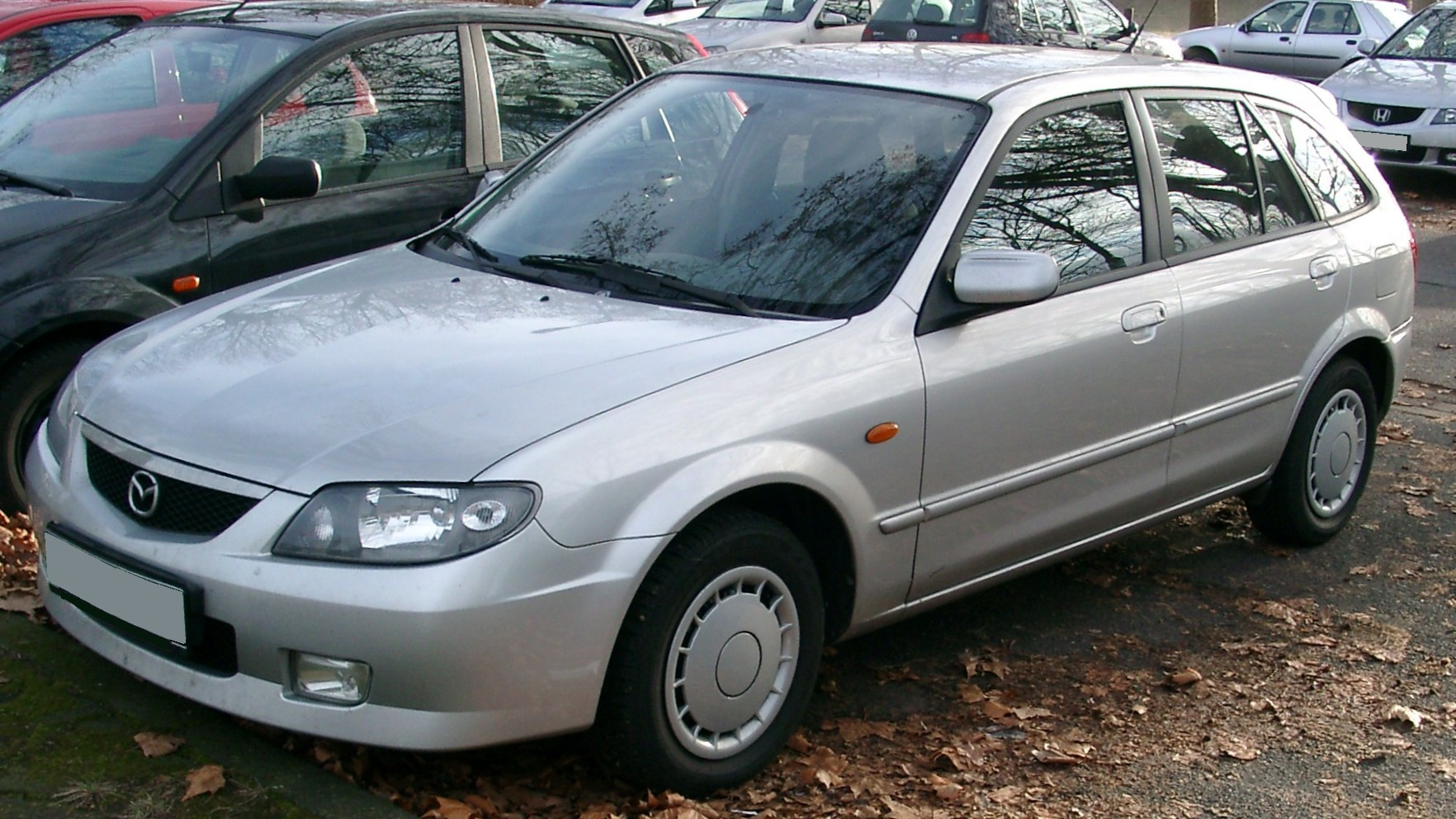
Mazda 323F (2000—2003)

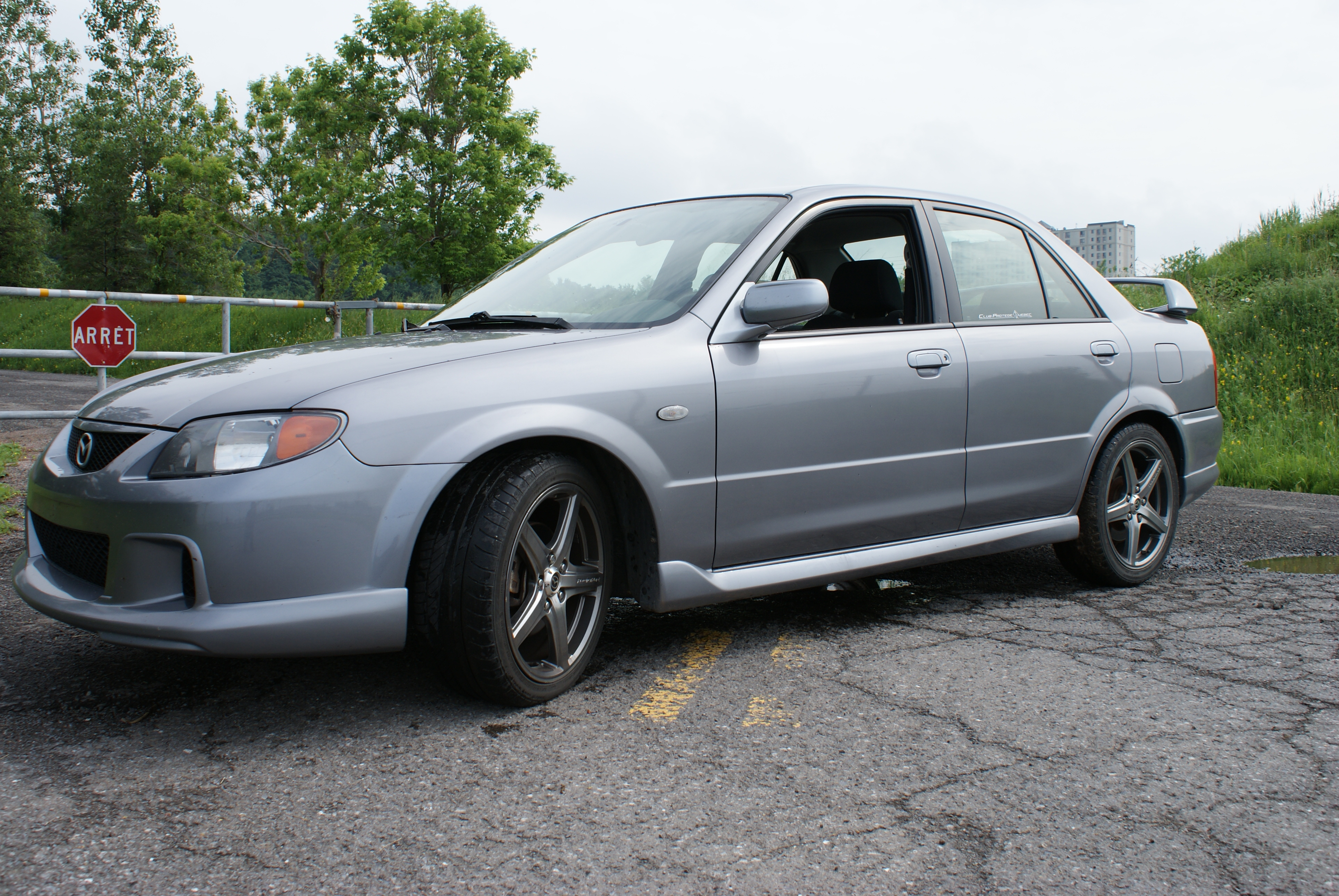
MazdaSpeed Protegé

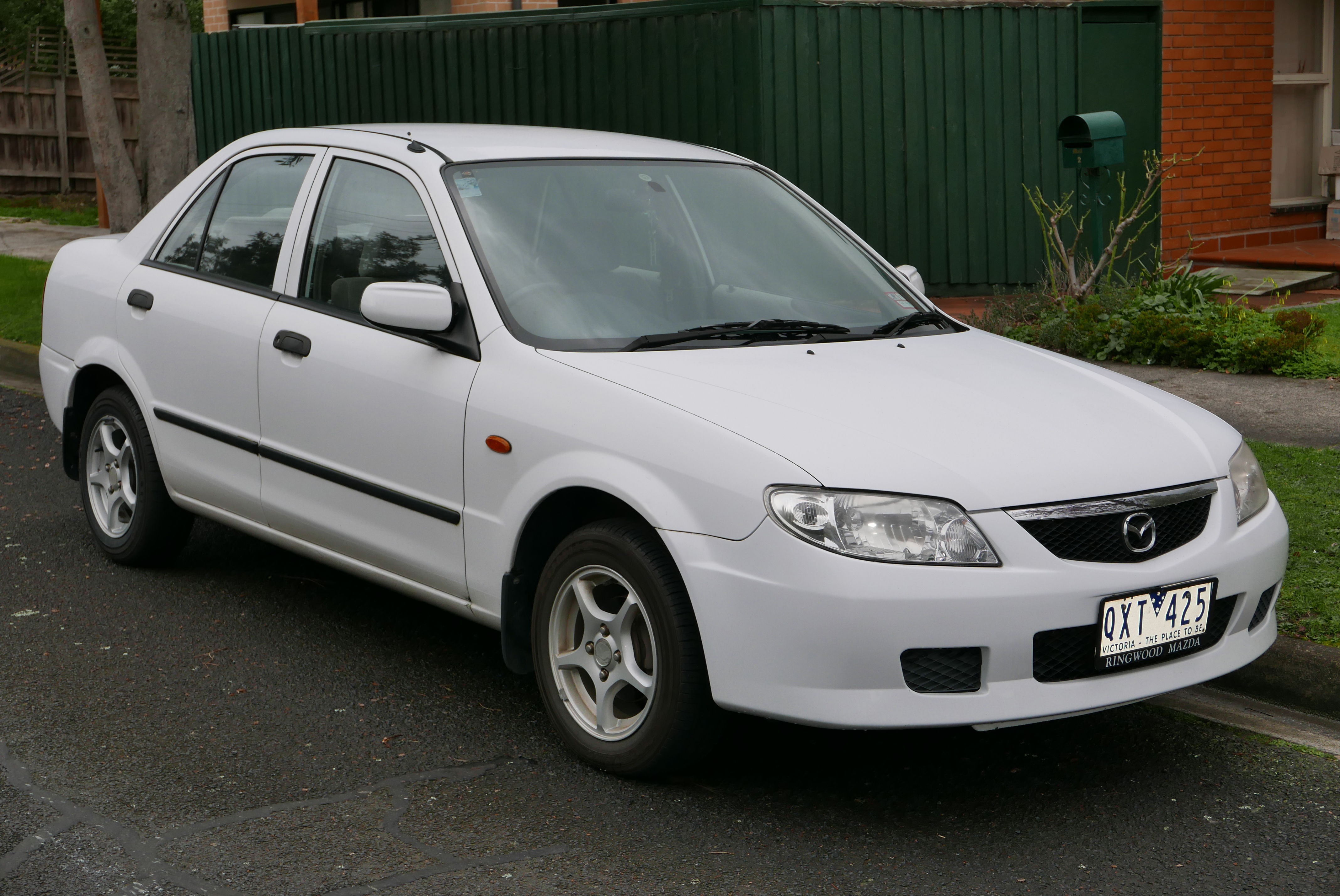
Mazda 323S (2000—2003)

У вересні 1998 року з'явилося останнє покоління 323 (код BJ). Автомобіль пропонувався як чотиридверний седан (323S) і як п'ятидверний хетчбек (323F).
Модель була доступна в трьох рівнях комплектації (Comfort, Exclusive, Sportive) і з п'ятьма різними двигунами.
Підвіска Mazda 323 — незалежна типу McPherson. Така конструкція забезпечує автомобілю високу стійкість і хорошу керованість. Рейкове кермове управління оснащено гідропідсилювачем. На обох осях — дискові гальма (передні вентильовані). Дорожній просвіт невеликий — 140 мм. Ходова частина в цілому дуже надійна і демонструє оптимальну жорсткість, створюючи достатній комфорт в русі. Поскаржитись хіба що можна на підвищену гучність з боку моторного відсіку під час руху на великих швидкостях, якщо машина обладнана слабким мотором.
Серйозний підхід до безпеки цілком дозволяє віднести Mazda 323 покоління BJ до числа найкращих представників свого часу, що продемонстрували різні краш-тести автомобіля. Одна з основ безпеки салону — особлива конструкція салонної частини кузова, що є міцним осердям у вигляді об'ємного поєднання Н-подібних силових елементів, відмінно захищають кузов з трьох сторін. У стандартне оснащення Mazda 323 входять антиблокувальна система гальм і система розподілу гальмівного зусилля, дві передні подушки безпеки (пасажирська з функцією відключення), кріплення ISOFIX. Опціонально — передні бічні подушки, системи контролю тяги (TCS) і динамічної стабілізації (DSC), що підвищують безпеку в критичній ситуації.
У травні 2000 року Mazda модифікувала цю серію (зміна торкнулася передньої частини, інтер'єру з новими кольорами та тканинами). У той же час припинився продаж 323P попередньої серії.
Деякі моделі з серпня 2002 року до жовтня 2003 року поставлялися з іншими задніми ліхтарями, а також частково притемненими передніми фарами, для додавання спортивного образу.
Восени 2003 року на заміну Mazda 323 прийшла Mazda 3. Також у Японії закінчилося виробництво Mazda Familia, а нова модель там продавалась як Axela.

### Двигуни
| Модель    | Об'єм    | Код двигуна | Потужність                         | Крутний момент             | Примітки             | Роки випуску |
| --------- | -------- | ----------- | ---------------------------------- | -------------------------- | -------------------- | ------------ |
| Бензинові |          |             |                                    |                            |                      |              |
| 1.4       | 1324 см³ | B3          | 53 кВт (72 к.с.)                   | 108 Нм при 4000 об/хв      |                      | 1998–2003    |
| 1.5       | 1498 см³ | Z5          | 65 кВт (88 к.с.)                   | 132 Нм при 4000 об/хв      |                      | 1998–2000    |
| 1.6       | 1598 см³ | ZM          | 72 кВт (98 к.с.) 70 кВт (95 к.с.)* | 145 Нм при 3700 об/хв      | також з АКПП*        | 2000–2003    |
| 1.8       | 1840 см³ | FP          | 84 кВт (114 к.с.)                  | 161 Нм при 4000 об/хв      | тільки 323F          | 1998–2000    |
| 2.0       | 1991 см³ | FS          | 96 кВт (130 к.с.)                  | 171 Нм при 4500 об/хв      | тільки 323F          | 2000–2003    |
| 2.0       | 1991 см³ | FS          | 103 кВт (140 к.с.)                 | Нм при об/хв               | в Protegé MP3        | 2001–2003    |
| 2.0 Turbo | 1991 см³ |             | 125 кВт (170 к.с.)                 | 217 Нм при об/хв           | в Mazdaspeed Protegé | 2003         |
| Дизельні  |          |             |                                    |                            |                      |              |
| 2.0 D     | 1998 см³ | RF          | 52 кВт (71 к.с.)                   | 128 Нм при 3000 об/хв      | в 323P/S             | 1998–1999    |
| 2.0 TD    | 1998 см³ | RF2         | 66 кВт (90 к.с.)                   | 220 Нм при 2000 об/хв      | в 323F/S             | 1998–2000    |
| 2.0 TD    | 1998 см³ | RF4         | 74 кВт (101 к.с.)                  | 230 Нм при 2000—2600 об/хв | також в 323F         | 2000–2003    |